# 帛書

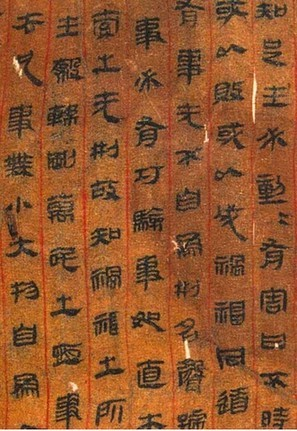
帛書『黄帝四経』
馬王堆漢墓出土品。発掘1973-1974、埋設は紀元前168年ごろ

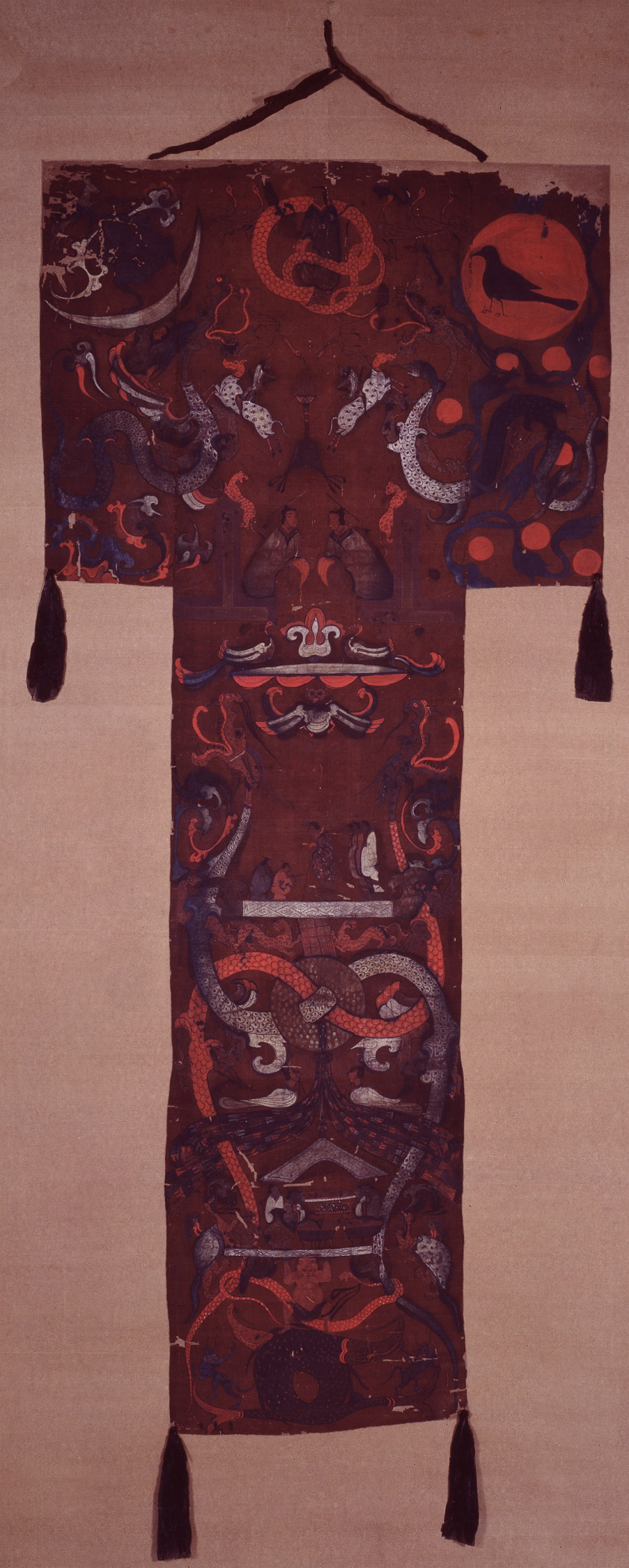
馬王堆一号墓出土品 Ｔ型帛画

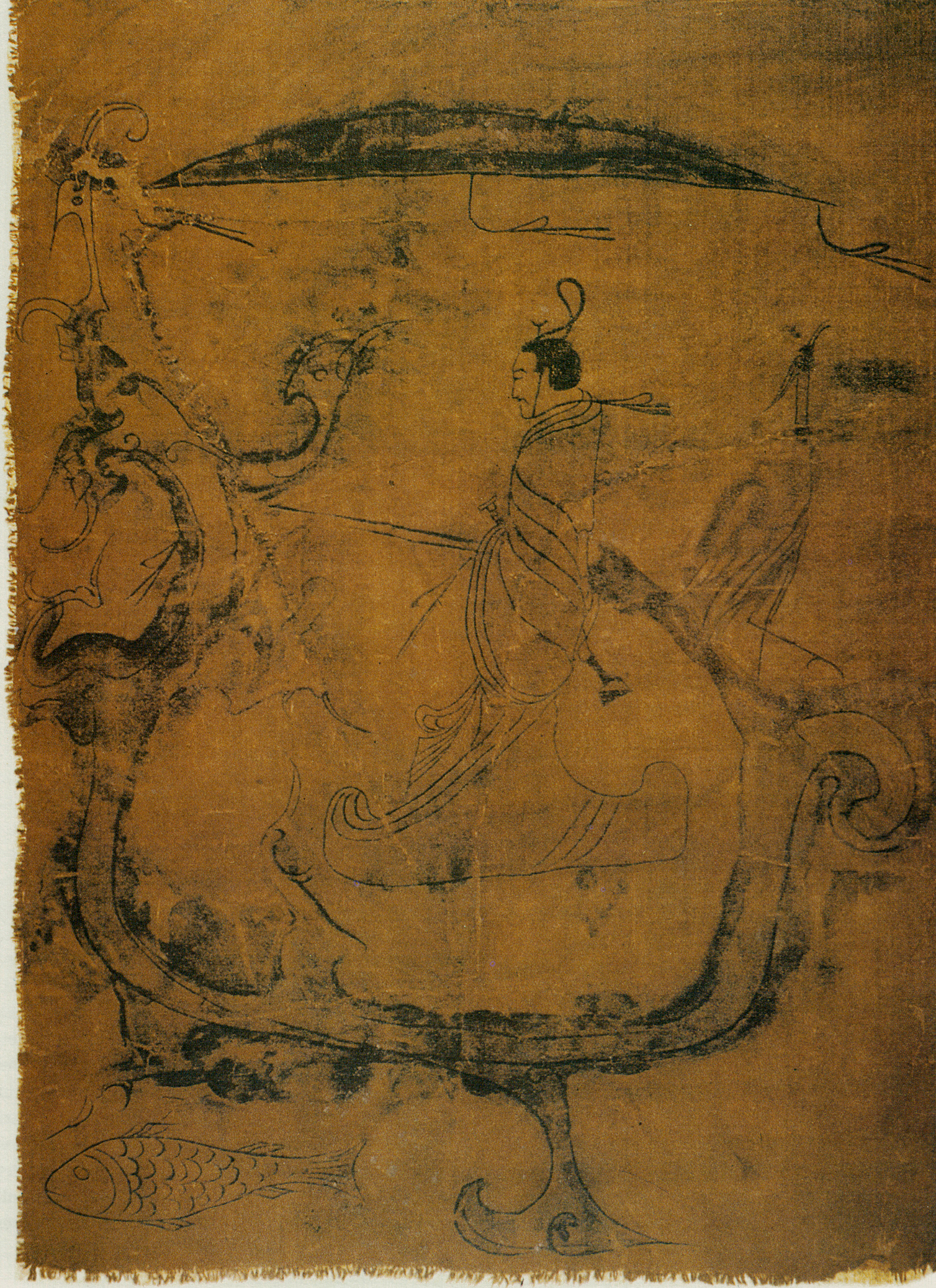
楚墓出土品 人物御竜帛画
出土1973年

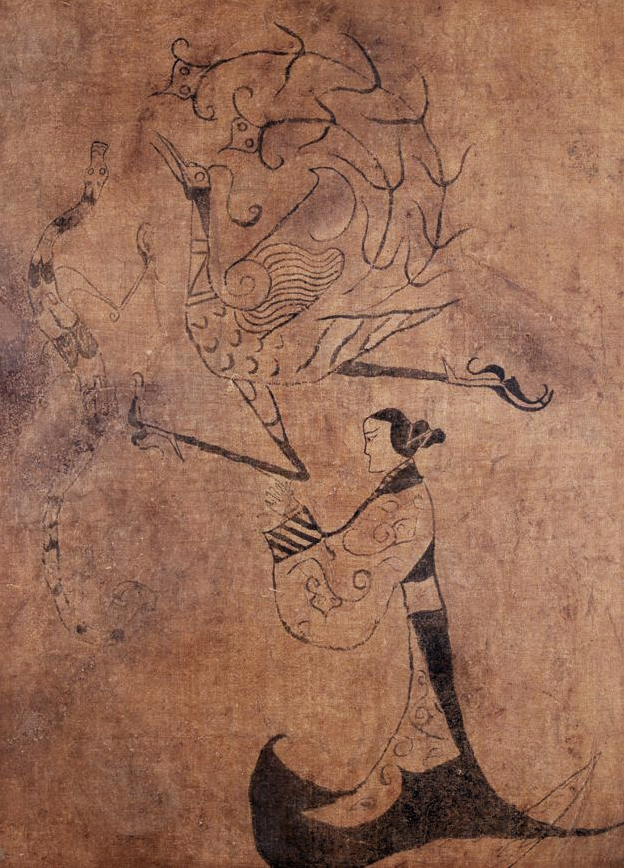
帛画『人物竜鳳図』
発掘1949年、製造戦国(紀元前475～前221)

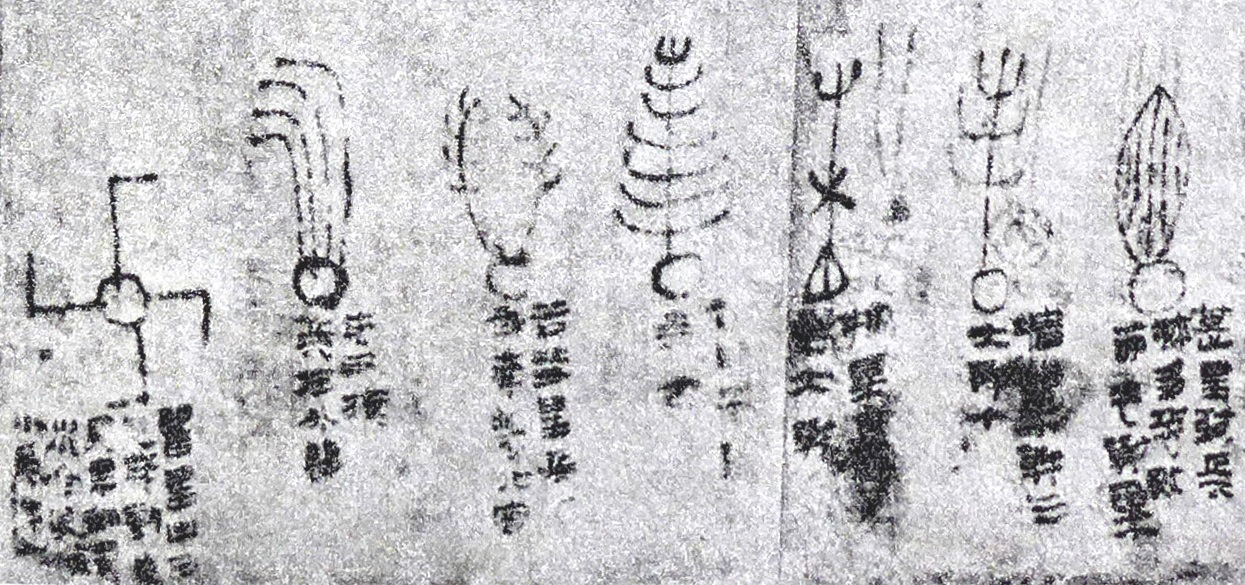
帛書『天文気象雑占』英文ではSilk TextsではなくBook of Silkとしてある。これが文字であるか画であるか意見が分かれた。

帛書（はくしょ）は、古代中国などで製作された帛と呼ばれた絹布に書かれた書。絹布に書かれた文字、及び、絹布の両方を指し、文字のみを指す場合は「帛書文字」、書写材料として見た下地については「帛（はく）」、若しくは「絹帛（けんはく）」という。絹帛は「細かく織った絹」を指す。
文字ではなく、図が描かれたものは帛画とされ、厳密には区別されるが、稀に一部の帛画も帛書と表記する例も見受けられる。また、英文ではSilk Textsと訳されるが、Book of Silkと記載されるものもある。
現代に於いては、日常生活の中で目にする事は少なく、稀に書道パフォーマンスなどで見ることができる。しかし、特に指定しない場合は、古代中国の古文書としての帛書を指す。

## 概要
紙発明以前の古代中国で文字筆記媒体として発明された。主に発掘されているものでは春秋戦国時代から漢代までのものが出土しており、中国研究者の馬衡は著書『中国書籍制度変遷之研究』にて「絹帛は、前五～四世紀から五～六世紀頃まで。竹簡・木簡は、上古から三～四世紀頃まで。紙は、前二世紀から現代まで。」と推定使用年代を述べている。
出土数から同時期に筆記媒体として使われた竹簡や木簡に比べて少なかったと推察されている。
竹簡・木簡に比べて、下面が絹であるが故に美しく仕上がり、また、重量も軽く薄く作れる為に体積も圧縮でき、運搬上に於いて有利である。しかし、短所として、耐水、耐腐食、耐虫性能は落ち、長期間の保存には竹簡・木簡よりも劣り、長年の保存で場合により文字が上下の布で転写して文字が読みにくくなっている事も多い。人民中国記事には20片以上に千切れた帛画が閲覧できこの様に細切れになったものも相当あって『養生方』は、復元内容に誤りが指摘されている。また、太陽光や紫外線が含まれる蛍光灯等に対する耐光性にも難点があり、長時間さらされると絹部分が黄色く変色しやすく、発掘された帛書においても白地が黄色く変色しているものが多い。コストの点で比較すると、比較的低価格、或いは少ない製作手順で準備できる竹簡・木簡に比べて、大幅なコスト増、及び手間増となる。その為、竹簡・木簡に比べて、更に希少品として扱われていた可能性が高い。ただし、歴史に名を残すことを「名を竹帛に垂れる」とする言葉が残っていることから、帛書自体は古代において比較的よく知られていた可能性もある。
腐敗腐食しやすいため長期保管に難があり、多くは失われたが地層に防腐剤同等の天然素材が存在した地域が存在し、近年それらの地から多数出土している。地質的な特性（防腐剤含有地質）から楚国の出土品が多く、著名なものでは1934年に湖南省長沙市の子弾庫楚墓から出土した、或いは1942年9月に湖南省長沙で盗掘された楚帛書、及び、1972年以降に馬王堆漢墓から出土した馬王堆帛書が存在する。特に1973年12月から翌1974年にかけて、馬王堆漢墓3号から帛書が大量に出土した。それまで世界最古の針灸書とされた黄帝内経より、更に古い時代と推定される針灸医書とされ、これら馬王堆帛書には「足臂十一脈灸経」「陰陽十一脈灸経甲本」「脈法」「陰陽脈死候」「五十二病方」と名付けられており、この分野の世界最古を更新した。ただし、絹布が重なっている状態で文字同士が自然転写しており、文字解釈には異論も出ている。(そのため学術ベースの出版等が遅れている)
戦国時代から漢代初期にかけて流行した道家の一学派の思想である黄老思想の帛書『黄帝四経』も出土し、貴重な文献となっている。
また、馬王堆漢墓3号からは、3種類の老子道徳経が発見されており、便宜上、老子乙本、甲本と名付けられた発見は研究者に衝撃を与えて、現在に伝わる老子道徳経と差異が研究対象となっている(老子#馬王堆・郭店の発掘書)
また、中国の書道史から見ても、書体変遷において貴重な資料となっている。(中国の書道史#馬王堆帛書参照)
また、馬王堆帛書の『天文気象雑占』は朱墨で点・線引などがなされており、更には文字以外にも太陽と思われる絵画も書かれている。帛書の解読には日本人研究者の協力も多く、『天文気象雑占』には武田時昌、宮島一彦、医書関連は、小曽戸洋ら数多くの日本人研究者が参与している。なお、この天文気象雑占は、図であるか文字であるか見解が別れ議論が起き未だに決着を見ないが、図（帛画）ではなく文字（帛書）に分類する方が僅かに多い。
世界最古の星表を記したされる紀元前4世紀頃の甘徳は、多くの著作が失われているとされてきたが、馬王堆漢墓に副葬された帛書には天文に関する記録「五星占」が発掘されており、甘徳らが作成した『甘石星経』と類似しており、関連が研究されている(甘徳の項目参照)。
竹簡・木簡を合わせて簡牘と呼び、簡牘と帛書を合わせて「簡帛」とも呼ぶが、日本語での使用例は少ない。
また、日本においても、絹は、絵画を描くキャンバスとして使われており、日本画が書き入れられた絹布を絹本(けんぽん)、書き入れる布地を絹地(きぬじ)と呼び、美術品として使用されているが、文字を書き入れる帛書とは利用目的が違う。
なお、李氏朝鮮時代の黄嗣永が1801年に帛書に書いた書を押収されており、近年においても稀に使用されていたと推測される。現在でも布書き用に製作された特殊墨汁を帛書墨と呼び、種類・発売メーカーは少ないながらも製作されているが、実際には絹布にはあまり使われず、専らTシャツや横断幕用墨汁として販売されており、ほぼ帛書の筆記自体は行われていないが、2016年3月にはかながわ書道まつりにて「龍敬」と帛書を表した書道パフォーマンスが公開された。また、2016年11月23日には、台湾と中国の両岸にて、同一始祖である神農を祭るイベントにて帛書が使用された例もある。尚、帛書の中でも特に価値が高いものとされるのは、楚帛書や馬王堆帛書などの考古学的帛書であり、帛書に言及される際は、古代中国での資料としての帛書を指す事が多い。

## 著名な帛書

### 古代中国の帛書
| 名称         | 年代     | 出土地                 | 出土(発見)時期              | 収蔵者                                                 | 数量 | 内容 |
| ------------ | -------- | ---------------------- | --------------------------- | ------------------------------------------------------ | ---- | --- |
| 子弾庫帛書   | 戦国・楚 | 湖南省長沙市           | 1942年9月(一説には1930年代) | サックラーギャラリー（本体と残片）、湖南博物院（残片） |      | 四時令、五行令、攻守占、その他残片、商承祚蔵の残片 |
| 肩水金関帛書 | 前漢     | 甘粛省酒泉地区エジン旗 | 1973年                      | 甘粛省博物館                                           | 1枚  | 「張掖都尉棨信」 |
| 馬王堆帛書   | 前漢     | 湖南省長沙市馬王堆漢墓 | 1973年12月                  | 湖南博物院                                             |      | 周易経伝、喪服図、春秋事語、戦国縦横家書、老子甲本、五行、九主、九主図、明君、徳聖、経法、十六経、称、道原、老子乙本、物則有形図、五星占、天文気象雑占 刑徳甲篇、刑徳乙篇、刑徳丙篇、陰陽五行甲篇、陰陽五行乙篇、出行占、木人占、相馬経、宅位宅形吉凶図、足臂十一脈灸経、陰陽十一脈灸経甲本、脈法、陰陽脈死候、五十二病方 去谷食気、陰陽十一脈灸経乙本、導引図、養生方、房内記、療射工毒方、胎産書、太一祝図、卦象図、地形図、箭道封域図、府宅図、居葬図、宅位草図 |
| 馬圏湾帛書   | 漢       | 甘粛省酒泉地区敦煌県   | 1979年9月                   | 甘粛簡牘博物館                                         | 1枚  | 「尹逢深中殽左長傳一帛一匹四百卅乙株帀十月丁酉亭長延壽都吏稚釳」 |
| 懸泉置帛書   | 漢       | 甘粛省酒泉地区敦煌市   | 1990年10月-1992年12月       | 甘粛簡牘博物館                                         | 10枚 | 私人の手紙 |
| 駱駝城帛書   | 魏晋     | 甘粛省張掖地区高台県   | 1998年-2001年               | 高台県博物館                                           | 2枚  | 未公表 |

### その他の帛書
- 黄嗣永帛書 - バチカン法王庁文書庫所蔵[21][22]。

## 関連著作物
- 『馬王堆簡帛文字編』 陳松長 編著　文物出版社 2001.6(中国語)
- 『長沙馬王堆漢墓簡帛集成』 (中国語)
- 『簡牘帛書通仮字字典』 白於蘭編著 福建人民出版社(中国語)
- 『簡牘帛書字典』 陳建貢編纂 上海書画出版 1991 [23](中国語)

- 『馬王堆帛書精選』 毎日新聞社
- 『五十二病方 馬王堆出土文献訳注叢書』 小曽戸洋、町泉寿郎、長谷部英一 著 馬王堆出土文献訳注叢書編集委員会編集
- 『馬王堆漢墓帛書五行篇研究』 汲古書院 池田知久

- 『馬王堆三号漢墓帛書「老子」乙本と巻前古佚書』 田中有 東洋書道協会発刊「書品」(雑誌掲載) [24]
- 『「長沙子弾庫帛書」に見られる「神」の役割について』 高戸 聰　集刊東洋学(東北大学中国文史哲研究会)[25]